# الكنيسة الروسية الرومية الكاثوليكية
الكنيسة الروسية الرومية الكاثوليكية (باللغة الروسية: Российская греко-католическая церковь) وهي كنيسة مرتبطة بشراكة مع الكنيسة الرومانية الكاثولكية وتعترف بنفس قانون الإيمان الكاثوليكي وبسلطة البابا وقد تأسست هذه الكنيسة في فترة روسيا القيصرية.